# 밀양 표충사 대원암 칠성탱
밀양 표충사 대원암 칠성탱(密陽 表忠寺 大願庵 七星幀)은 대한민국 경상남도 밀양시 단장면, 표충사 대원암에 있는 조선시대의 칠성도이다. 2008년 1월 10일 경상남도의 문화재자료 제431호로 지정되었다.

## 개요
표충사 대원암 칠성탱은 光武 4년(1900)에 제작된 조선말기 탱화이지만 나름대로 화격을 갖춘 칠성탱이다. 또한 이 대원암 칠성탱은 구도에서나 세부 묘사에서 화사의 창의성이 보여주고 있고, 채색 또한 안정되어 있는 좋은 작품이다.

## 참고 자료
- 표충사대원암칠성탱 - 국가유산청 국가유산포털